# Metro-Tyler
Die Metro-Tyler Ltd. war ein britischer Automobilhersteller in London. Zwischen 1921 und 1923 wurden dort Cyclecars gebaut.
Der Metro-Tyler 5/6 hp wurde 1921 vorgestellt und besaß einen luftgekühlten Zweitakt-Zweizylindermotor mit 0,55 l Hubraum. Der Radstand betrug 2438 mm.
1922 wurde der Motor durch einen seitengesteuerten Viertaktmotor mit gleicher Zylinderanzahl und 0,7 l Hubraum ersetzt.
1923 zeigte sich, dass es für den allzu einfachen Wagen trotz den geringen Kaufpreises zu wenig Kunden gab. Die Firma musste ihre Tore schließen.

## Modelle
| Modell | Bauzeitraum | Zylinder | Hubraum | Radstand |
| ------ | ----------- | -------- | ------- | -------- |
| 5/6 hp | 1921–1922   | 2 Reihe  | 550 cm³ | 2438 mm  |
| 5/6 hp | 1922–1923   | 2 Reihe  | 690 cm³ | 2438 mm  |